# Akashi-Kaikyō-Brücke
Die Akashi-Kaikyō-Brücke (japanisch 明石海峡大橋 Akashi-kaikyō ōhashi, dt. große Brücke der Akashi-Meerenge) ist eine Autobahn-Hängebrücke in Japan. Sie verbindet den Stadtbezirk Tarumi-ku von Kōbe auf der Hauptinsel Honshū mit dem Ort Awaji auf der südlich gelegenen Insel Awaji-shima mit 2 × 3 Fahrstreifen. Mit einer Stützweite von 1991 m war sie von ihrer Eröffnung im Jahr 1998 bis zum Jahr 2022 die längste Hängebrücke der Welt. Seitdem besitzt die türkische Çanakkale-1915-Brücke den Titel.

## Geschichte
Der Anstoß für den Bau der Brücke war die Tatsache, dass die gefährliche Wasserstraße mit Fähren überquert werden musste, welche durch schwere Stürme immer wieder in Seenot gerieten. So sanken 1955 zwei Fähren und 168 Menschen starben dabei.
Der Grundstein wurde im April 1986 gelegt, die Bauarbeiten begannen im Mai 1988.
Ursprünglich betrug der Abstand zwischen den beiden 297,3 m hohen Pfeilern genau 1990 m. Das verheerende Erdbeben von Kōbe am 17. Januar 1995, dessen Epizentrum etwa 2 km östlich des Südturms lag, schob jedoch die beiden Brückentürme fast einen Meter weiter auseinander, so dass der Abstand heute genau 1990,8 m beträgt. Da die Brücke zu diesem Zeitpunkt noch im Bau war, bereitete die Anpassung daran aber keine Schwierigkeiten.
Für den Verkehr freigegeben wurde die Brücke am 5. April 1998. Die Kosten beliefen sich auf umgerechnet 3,3 Milliarden US-Dollar.

## Technische Daten
Die Gesamtlänge der Brücke zwischen den Ankerblöcken der Tragseile beträgt 3911 m, die Breite zwischen den Tragseilen 35,5 m. Die Brücke hat insgesamt drei Öffnungen, die mittlere längste hat eine Länge von 1991 m, die beiden äußeren jeweils Spannweiten von 960 m. Jedes der zwei Tragseile hat einen Durchmesser von 112,2 cm und besteht aus 36.830 Drähten mit einem Durchmesser von jeweils 5,23 mm. Die Stahl-Pylone weisen eine Höhe von 297,3 m über der Wasseroberfläche auf. Der Versteifungsträger, der die Fahrbahn trägt, ist eine 14,0 m hohe stählerne Fachwerkkonstruktion. Die Verankerung der Brücke hat Maße von 63 m × 84 m, welche in die Granitböden an den Seiten der Brücke hineinragen.
Das Gesamtgewicht der Brücke (ohne Türme, Straßenbelag und Einbauten) beträgt 148.000 Tonnen. In die beiden jeweils 23.000 Tonnen schweren Türme der Brücke wurden abgestimmte Schwingungstilger eingebaut, um Vibrationen während Erdbeben und Taifunen entgegenzuwirken.
Auf der Brücke befinden sich 1737 Leuchten, davon 1084 auf den Hauptleitungen, 116 auf den Haupttürmen, 404 auf den Brückenträgern und 132 an den Verankerungen. Durch verschiedene Kombinationen der roten, grünen und blauen Lichter wird die Brücke je nach Nationalfeiertag oder Festlichkeit anders beleuchtet.

## Konstruktion
Die Verankerung wurde durch eine spezielle Fundament-Konstruktionstechnik hergestellt. Die Verankerung musste 61 Meter unter dem Meeresspiegel eingetrieben werden. Die Ausgrabung musste in freier Luft geschehen. Deswegen wurde mit einem Durchmesser von 85 m eine 2,2 Meter dicke ringförmige Schlitzwand errichtet, die später als Stauwand genutzt wurde. Die Ausgrabung in der Schlitzwand wurde durch das Legen von Walzbeton abgeschlossen. Der Fundamentbau wurde durch Stahlrohre und Erdanker zur Unterstützung des umgebenen Boden abgeschlossen. Das ausgegrabene Fundament wurde mit speziell entwickeltem Fließbeton hergestellt. Der Bau beider Verankerungen wurde durch einen tragenden Stahlrahmen abgeschlossen, der genutzt wird, um die Hauptspannseile zu verankern.

## Galerie

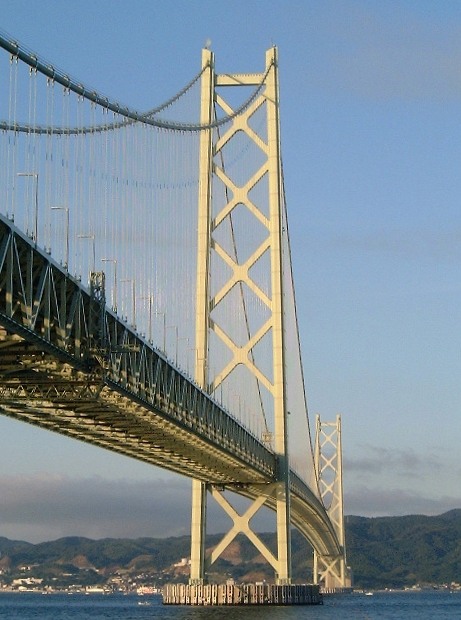
Der südliche Brückenpylon
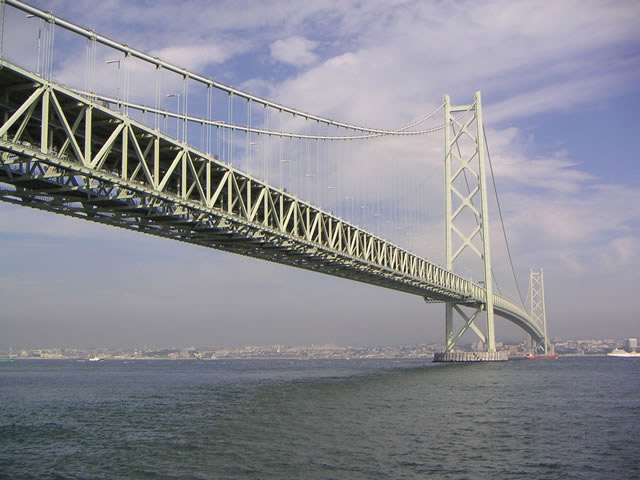
Von der Insel Awaji aus gesehen
- (Video) Die Akashi-Kaikyō-Brücke
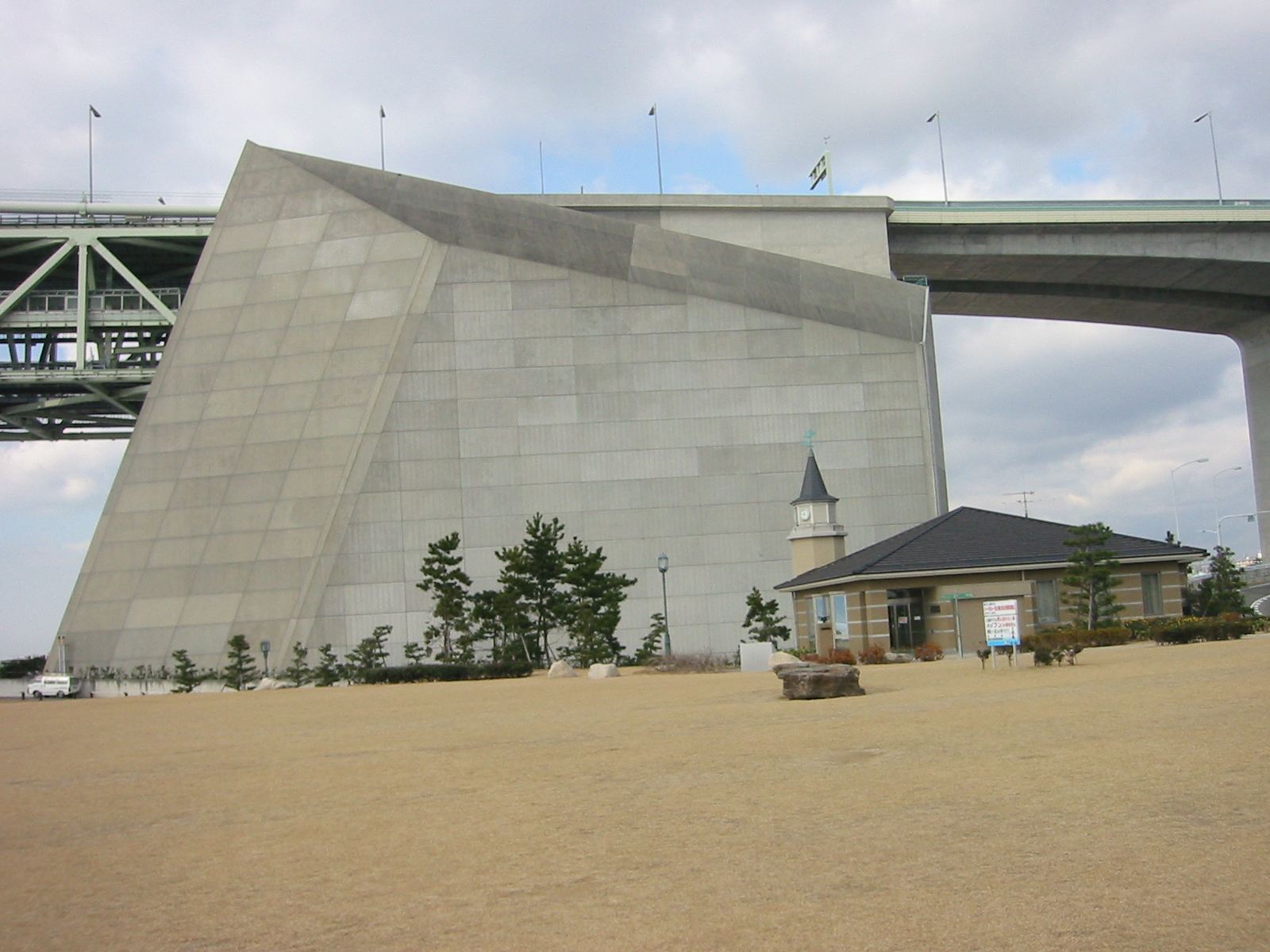
Verankerung
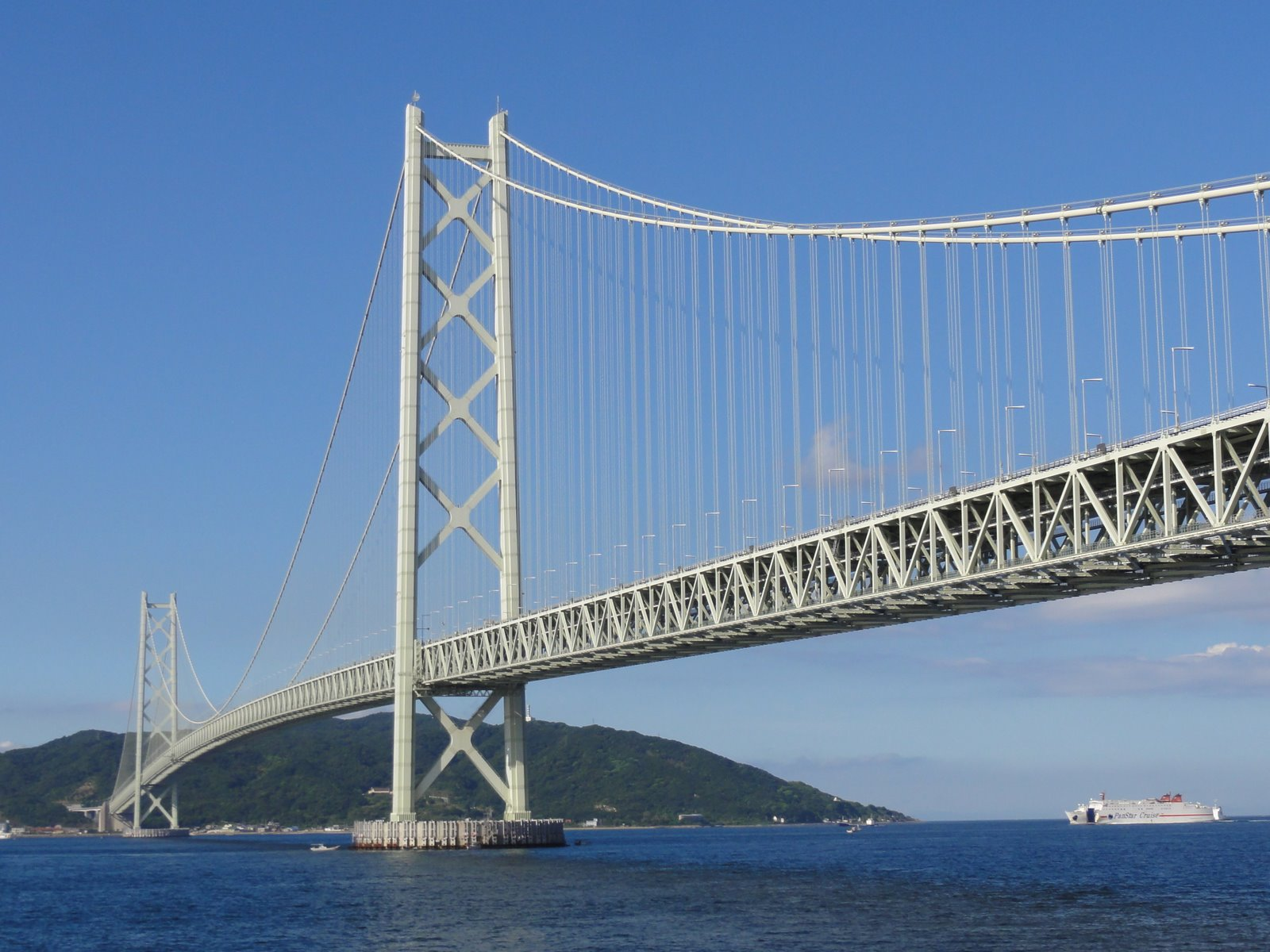
Von Honshu aus gesehen